# Союз для возрождения/Санкаристское движение

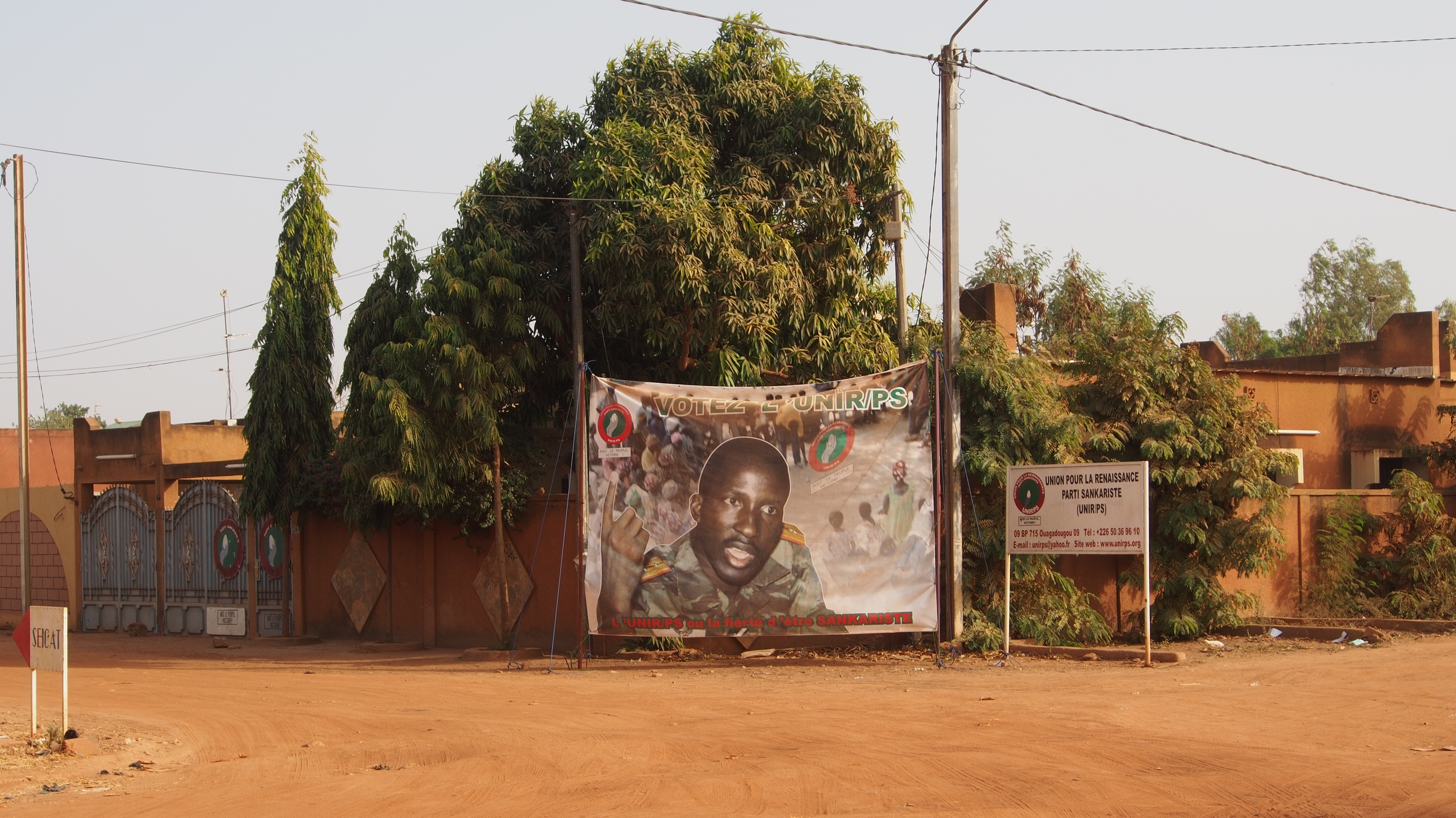
Штаб-квартира партии в одном из районов Уагадугу

Союз для возрождения/Санкаристское движение (фр. Union pour la Renaissance / Parti Sankariste, UNIR / PS) — левая политическая партия в Буркина-Фасо, восходящая к традиции социалистического президента Томаса Санкара.
На парламентских выборах 5 мая 2002 года партия получила 2,4 % голосов избирателей (3 из 111 депутатских мест). На президентских выборах 13 ноября 2005 года Беневенде Станислас Санкара занял второе место с 4,88 % голосов избирателей. На парламентских выборах 2007 года партия получила 3,89 % голосов и 4 места. На следующих выборах 2012 года количество голосов возросло до 4,36 %, но парламентское представительство не увеличилось, и только в 2015 году партия завоевала 5 парламентских мандатов.

## Идеология
Союз для возрождения/Санкаристское движение придерживается идей бывшего президента Томаса Санкара. Является партией коммунистического толка